# Hydrologischer Atlas der Schweiz
Der Hydrologische Atlas der Schweiz (HADES) stellt im Auftrag des Schweizerischen Bundesrats hydrologische Grundlageninformationen, Spezialwissen und didaktische Medien zur Verfügung. Die kartographische Darstellung hydrologisch relevanter Sachverhalte für das Gebiet der Schweiz bildet den Kern des HADES; sie erfolgte zwischen 1992 und 2010 in Form analoger Karten, seit 2018 über die digitale Daten- und Analyseplattform. Der Atlas ist viersprachig; die Inhalte werden auf Deutsch, Französisch, Italienisch und Englisch angeboten. Das Projekt umfasst zudem ein Lernmedium für die Gymnasialstufe und eine Reihe thematischer Exkursionsführer. Die Herausgabe des HADES liegt beim Bundesamt für Umwelt (BAFU). Seine Printprodukte werden vom Bundesamt für Landestopographie swisstopo erstellt. Redigiert wird der HADES am Geographischen Institut der Universität Bern.

## Inhalte

### Daten- und Analyseplattform
Seit 2018 werden Grundlagendaten hydrologisch relevanter Sachverhalte für das Gebiet der Schweiz über eine browserbasierte Plattform veröffentlicht. Der Fokus liegt auf der Darstellung von wissenschaftlich und redaktionell bearbeiteten hydrologischen Themen. Die Daten- und Analyseplattform ermöglicht die Anzeige und den direkten Vergleich von skalierbaren Karten. Darüber hinaus bietet sie eine interaktive, räumlich differenzierte Abfrage von Informationen zu rund 4500 Einzugsgebieten und umfangreiche Downloadmöglichkeiten an. Sechs Kapitel gliedern die Inhalte in «Grundlagen», «Wasser in der Atmosphäre», «Wasser an der Erdoberfläche», «Wasser in der Lithosphäre», «Synthesen» sowie «Wasser und Mensch». Die Plattform wird laufend erweitert und regelmässig aktualisiert. Die Nutzung ist frei und kostenlos.

### Druckversion
Das ursprüngliche gedruckte Kartenwerk umfasst 63 Tafeln, welche zwischen 1992 und 2010 erschienen sind. Der gedruckte Atlas gliedert sich in acht Kapitel. Jedes Kapitel enthält einerseits Grundlageninformationen wie Messnetzübersichten, Mittelwerts- und Extremwertsdarstellungen, andererseits aber auch spezialisierte Visualisierungen komplexer Inhalte, etwa Niedrigwasser- oder Starkniederschlagsverhältnisse. Jede Tafel widmet sich einem bestimmten Thema und besteht aus einem Kartenteil (einer Doppelseite, welche meist eine schweizweite Übersicht im Massstab 1:500 000 ermöglicht), einer Seite mit Abbildungen und einem Begleittext in Deutsch, Französisch, Italienisch und Englisch. Seit 2013 sind alle Tafeln auch als digitale Kopie im Internet frei zugänglich.

### Exkursionsführer «Wege durch die Wasserwelt»
In der Exkursionsreihe «Wege durch die Wasserwelt» erscheinen seit 2004 fortlaufend thematische Wanderführer für verschiedene Regionen der Schweiz. Die Exkursionsführer werden von einem Team ausgewiesener Fachleute erarbeitet; sie bieten einen fundierten Einblick zu spezifischen Wasser-Themen und fordern zum bewussten Beobachten und Nachfragen auf. Die Broschüren im handlichen A6-Format umfassen neben dem Text auch Bild- und Kartenmaterial, eine Literaturauswahl sowie weitere zur Exkursion nötige Informationen. Für zurzeit acht Regionen bietet die Reihe 27 Exkursionen und wird jeweils in der Sprache der Region gedruckt (Stand August 2020).

### Lernmedium «WASSERverstehen»
Die im Jahr 2000 publizierten «Arbeitsblätter für die Sekundarstufe II» wurden ab 2015 vom Lernmedium «WASSERverstehen» abgelöst. Die nach dem analytisch-erkenntnisorientierten Lernansatz (Probst 2020) aufgebaute Unterrichtshilfe vermittelt wichtige hydrologische Inhalte für den Geographieunterricht der Sekundarstufe II. Sie besteht aus in sich geschlossenen Themenblättern, welche durch digitale Materialien ergänzt werden. Bisher (Stand Mai 2020) wurden acht Themenblätter zu den beiden Modulen «Hydrologische Extremereignisse» und «Wallis – Wassernutzung im Wandel» veröffentlicht. Die Themenblätter sind in Deutsch und Französisch ausgearbeitet. 2016 wurde das Lernmedium mit dem Worlddidac Award für herausragende Lehrmittel ausgezeichnet.

## Geschichte
Anfang der 1980er Jahre wurde unter der Leitung von Christian Leibundgut am Geographischen Institut der Universität Bern mit der Erarbeitung eines Konzepts für den Hydrologischen Atlas der Schweiz (HADES) begonnen. Das in der Folge von Rolf Weingartner erarbeitete Konzept sah ein Kartenwerk vor, in dessen Mittelpunkt gesamtschweizerische Karten im Massstab 1:500 000 stehen, welche die Themenbereiche «Grundlagen», «Niederschlag», «Schnee und Gletscher», «Verdunstung», «Fliessgewässer und Seen», «Wasserhaushalt», «Stoffhaushalt», «Boden- und Grundwasser» abdecken. 1988 erteilte der Schweizerische Bundesrat den Auftrag zur Realisierung des neuen Kartenwerks von nationalem Interesse. Mit der Programmleitung wurde die damalige Landeshydrologie (Manfred Spreafico) betraut. Heute (Stand Mai 2020) liegt sie bei der Abteilung Hydrologie, Bundesamt für Umwelt (Carlo Scapozza). Das Geographische Institut der Universität Bern ist für die Koordination (Projektleitung) und die Redaktion des HADES zuständig (Leitung: Rolf Weingartner ab 1989, seit 2011 gemeinsam mit Felix Hauser). 1992 konnte der HADES dank der Unterstützung vieler Forschungsinstitutionen und der Mitarbeit unzähliger Schweizer Hydrologinnen und Hydrologen erstmals der Öffentlichkeit vorgestellt werden. Die erste Lieferung umfasste 17 Kartenblätter (Tafeln). Bis zur Ablösung des gedruckten Atlasses durch die Daten- und Analyseplattform sind 63 Tafeln mit insgesamt rund 320 thematischen Karten, 680 Diagrammen und über 40 Tabellenseiten erschienen. Im Laufe der Zeit hat sich der HADES zudem vom reinen Kartenwerk zu einem hydrologischen Gesamtwerk mit weiteren Elementen (s. oben) gewandelt.

## Räumliche Grundlagen

### Einzugsgebietsgliederung
Zur besseren Vergleichbarkeit einzelner Themen wurde für die erste Druckausgabe des HADES ein räumliches Bezugssystem geschaffen, das drei Ebenen umfasst. Die Flussgebiete mit Flächen von meist mehreren 1000 km² bilden die oberste Ebene. Jedem der neun Flussgebiete wird dabei eine Kennziffer zugeordnet:
10 Rhein – 20 Aare – 30 Reuss – 40 Limmat – 50 Rhone – 60 Ticino – 70 Adda – 80 Inn – 90 Adige
Die Flussgebiete werden in die Bilanzierungsgebiete (100–200 km²) untergliedert. Letztere sind nach dem hydrographischen Prinzip nummeriert, z. B. 10-010, 10-020.
Die Bilanzierungsgebiete ihrerseits bestehen aus mehreren Basisgebieten (30–50 km²), welche aus hydrologischer Sicht möglichst homogen sind. So gliedert sich das Bilanzierungsgebiet 10-010 in die Basisgebiete 10-011, 10-012, 10-013 und 10-014.
Wie diese Zusammenstellung zeigt, lassen sich die Einzugsgebiete der drei Ebenen durch Aggregation bzw. Disaggregation ineinander überführen. Mit Zunahme der technischen Möglichkeiten ist die Bedeutung der Einzugsgebietsgliederung zurückgegangen. In der Daten- und Analyseplattform werden Gebietsinformationen für Einzugsgebiete von 20 bis 12 000 km² zur Verfügung gestellt.